# San Policarpo
San Policarpo é um município de  quinta classe de renda municipal (d) na província Samar Oriental, nas Filipinas. De acordo com o censo de 1 de maio  de  2020 possui uma população de 15 365 pessoas e 3 602 domicílios.